# Billy Bragg
(A New England, 1983)
Billy Bragg (Barking, 20 dicembre 1957) è un cantautore, chitarrista e attivista britannico.
La sua musica combina elementi folk, punk e soul con tematiche politiche e sociali nei testi, assimilabile alla tradizione della canzone di protesta.
Oltre che musicista, Bragg è altresì un attivista politico di sinistra e convinto oppositore di qualsiasi forma di fascismo, razzismo, sessismo e omofobia. Si è spesso impegnato anche in lotte di rivendicazione politico-sociale, spendendo la propria notorietà in diverse campagne di sensibilizzazione sui problemi della working class e prendendo spesso posizione a fianco del Partito Laburista inglese nella battaglia ideologica contro il thatcherismo e contro certe scelte di politica interna ed estera degli attuali governi britannici di destra.

## Biografia

### 1977: Gli inizi con iRiff Raff
Stephen William Bragg nasce il 20 dicembre 1957 nell'Essex e si avvicina alla musica durante gli anni dell'adolescenza, ai tempi dell'esplosione del movimento punk. Nel 1977, ispirato principalmente dai lavori dei Clash e dei The Jam di Paul Weller mette su, assieme al suo vicino di casa Wiggy, che lo accompagnerà poi per quasi tutto il percorso della sua carriera, la sua prima band punk/pub rock, i Riff Raff.
Giusto il tempo di pubblicare una manciata di singoli, tra cui I Wanna Be a Cosmonaut., Il gruppo si scioglie nel 1981. Dopo questa esperienza Bragg entra nell'esercito inglese per iniziare una carriera militare che dura però solo pochi mesi, giusto il tempo di rendersi conto che la vita militare non fa per lui. Pagando 175 sterline per ottenere il congedo, abbandona la divisa per tornare nel mondo civile e alla sua passione principale, la musica.
Dopo una serie di lavori saltuari, Bragg comincia ad esibirsi in solitario e con una chitarra elettrica ed un amplificatore incomincia a girare nei pub inglesi e a proporre le sue protest song, a metà tra denuncia sociale e introspezione sentimentale, arrangiate con spartani accompagnamenti tra il folk, il blues e il punk.
Un tour infinito che interessò l'artista per anni e anni, portando il suo nome sulla bocca di molti, compreso Peter Jenner, responsabile artistico della Charisma Records che, nonostante si trovasse allora sull'orlo della bancarotta, nel maggio del 1983 fa firmare all'artista il suo primo contratto discografico per la pubblicazione (con la sussidiaria Utility) del suo disco di debutto, Life's a Riot with Spy Vs Spy.

### 1984: Life's a Riot With Spy vs Spy
Registrato agli inizi di febbraio del 1983, presso gli studi Chappell Music di Londra e pubblicato nel maggio seguente, Life's a Riot with Spy Vs Spy contiene sette canzoni (per la durata di soli 16 minuti) di voce e chitarra elettrica, suonata ora in modo limpido e intimista, ora con una ruvidezza punk rock che rimanda alla tradizione delle protest song di Woody Guthrie e Phil Ochs, ma attualizzata dalla corrosiva ascendenza dei Clash.
Già in questo primo lavoro, Bragg, mette in mostra anche quella che sarà la caratteristica peculiare della sua scrittura, ovvero quella di saper fondere temi intimistici e romantici (come in The Milkman of Human Kindness e in A New England) con istanze più propriamente politiche e sociali (come ad esempio nell'attacco al sistema scolastico e al problema della disoccupazione di To Have and To Have Not), alternando toni drammatici a momenti decisamente più ironici e leggeri.
Il 27 luglio del 1983 Bragg viene chiamato ad esibirsi per la prima volta dal vivo alla trasmissione radiofonica di John Peel e, nell'ottobre dello stesso, anno firma un contratto con la Go! Discs Records, che decide di ristampare il primo album.
Nel gennaio del 1984 il disco raggiunge il 30 posto nella Official Albums Chart, rimanendo in testa alle classifiche indipendenti per tre mesi.

### 1984: Brewing Up with Billy Bragg
Contemporaneamente al successo musicale cresce, in Bragg, anche la volontà di un maggior attivismo politico e, il 19 ottobre 1984, si schiera in prima persona appoggiando pubblicamente lo sciopero dei minatori inglesi nella disputa contro il governo conservatore di Margaret Thatcher e lo smantellamento di venti siti estrattivi, che avrebbe comportato la perdita di 20.000 posti di lavoro. La risonanza internazionale dello sciopero favorì l'appoggio di gente di tutto il mondo e lo stesso Bragg pagò con l'arresto un tentativo di presidio sotto l'ambasciata sudafricana di Trafalgar Square, a Londra.
Nel novembre dello stesso anno esce il secondo album del cantante: Brewing Up with Billy Bragg. Anche se musicalmente il disco non si discosta di molto dal precedente, svela sicuramente un musicista in piena maturazione che, alla modalità voce/chitarra, comincia a preferire arrangiamenti leggermente più articolati, aggiungendo qua e là dei cori (Love Gets Dangerous), una tromba (The Saturday Boy), o un organo (A Lover Sings).
Mentre l'album riscuote un buon successo di vendite, raggiungendo il 16º posto nelle classifiche inglesi, nel febbraio del 1985, esce l'EP Between the Wars il cui titolo è stato ispirato dallo sciopero dei minatori inglesi e in cui Bragg (che dona i proventi delle vendite al fondo dei minatori) critica la faziosità politica dei giornali britannici, la maggior parte dei quali si oppone allo sciopero stesso.

### 1986: Talking with the Taxman about Poetry
Nell 1986, Bragg, assieme a Paul Weller e a Jerry Dammers degli Specials dà vita al Red Wedge, un'organizzazione nata con lo scopo di supportare e raccogliere fondi per il Labour Party, in vista delle elezioni nazionali seguenti che, con l'apporto di alcuni artisti della scena britannica (fra cui The Smiths, Jimmy Somerville, The The e i Madness) promuove un'intensa campagna di sensibilizzazione, dai palchi di mezzo Regno Unito. Dopo la sconfitta alle elezioni, che videro la conferma di Margaret Thatcher, Bragg aderì al Charter88, movimento che aveva lo scopo di riformare profondamente il sistema politico britannico, partendo dall'adozione di una nuova costituzione. Alcune delle proposte formulate trovarono il consenso di alcuni membri del sistema politico britannico come, ad esempio, quella di sostituire la Camera dei Lord con un senato eletto.
Nell'ottobre del 1986 esce il terzo album Talking with the Taxman about Poetry, il cui titolo è ispirato ad una poesia di Vladimir Majakovskij.
Prodotto da John Porter e Kenney Jones e registrato tra il marzo e il luglio precedenti, presso i Livingston Studios di Londra, il disco rappresenta decisamente una svolta sul piano musicale perché, grazie anche ad un maggior utilizzo di musicisti coinvolti in studio, in questo album Bragg riesce a fondere lo spirito e l'esuberanza dei lavori precedenti con arrangiamenti leggermente più elaborati arricchendo i tipici brani chitarra e voce con l'accompagnamento di strumenti inediti come piano, organo, violino e fiati.
Il disco è preceduto dal singolo Levi Stubbs' Tears, un romantico omaggio al trio di produttori soul Holland-Dozier-Holland che, negli anni sessanta, furono autori di molti dei successi targati Motown.
Il resto dell'album si divide tra brani più marcatamente politici, come l'apologia sindacale di There's Power in a Union, la critica al sistema imperialista americano di Help Save the Youth of America o quella al rampantismo sfrenato della classe politica inglese di Ideology (While we expect democracy they'are laughing on our face, and altough our cries get louder, their laughter gets louder still, above the sound of ideologies clashing), ad altri più sentimentali e romantici come Greetings to the New Brunette, Wishing the Days Away e Honey i'm a Big Boy Now. In alcuni casi, addirittura, politica e romanticismo si fondono e diventano, come nel caso di The Marriage (Love is just a moment of giving and marriage is when we admit our parents were right), un pretesto per criticare l'istituzione del matrimonio.
Talking with the Taxman about Poetry si rivelerà comunque il miglior successo commerciale di Bragg, raggiungendo l'ottava posizione nella Official Albums Chart, la classifica di vendite del Regno Unito.
Verso la fine dell'anno, Bragg viene di nuovo arrestato e denunciato per aver tagliato la recinzione di una base militare, durante una protesta antimilitarista.

### 1988: Workers Playtime
Il 1988 si apre con un numero uno in classifica: She's Leaving Home, cover del classico dei Beatles, pubblicato come singolo a scopo benefico, raggiunge infatti il top nella Official Singles Chart.
Nell'ottobre di quell'anno, due anni dopo il suo precedente disco, esce Workers Playtime, naturale proseguimento del processo di maturazione della sua scrittura iniziato con Talking With e che, pur non ripetendo il suo successo, ottiene un buon risultato di vendite, raggiungendo la posizione numero 17 nella classifica inglese e facendo perfino capolino in quella americana, al 198º posto.
A dispetto di una copertina che rimanda all'estetica socialista della Repubblica Popolare Cinese di Mao, il disco rivela il lato più intimista e meno politico del cantautore. Fatte salve Rotting on Remand, dedicato al problema dei detenuti in attesa di giudizio, Waiting for the Great Leap Forward, sul ruolo dell'artista nella società attuale e Tender Comrade, il resto dell'album è lasciato a canzoni sull'amore: She's Got a New Spell, The Price I Pay, Valentine's Day is Over o Must I Paint You a Picture che vede la partecipazione della giovane pianista Cara Tivey.
Nel maggio del 1990, esce poi The Internationale che, originariamente pubblicato dall'etichetta discografica dell'artista (Utility Records), è un album volutamente politico, costituito principalmente da cover e riscritture di classici della tradizione della protest song socialista. Brani come The Red Flag , A Miner's Life, Nicaragua Nicaraguita o la stessa title track, inno politico utilizzato dai più disparati movimenti internazionali di sinistra e a cui Bragg regala un nuovo testo ed un nuovo arrangiamento, fanno di questo disco un lavoro quasi militante, decisamente schierato e che tuttavia riesce a scalare le classifiche inglesi fino ad un'insperata posizione numero 34.

### 1991: Don't Try This at Home
Don't Try This at Home, quarto album in studio del cantautore inglese, viene pubblicato il 17 settembre del 1991.
Sedici brani per un doppio Lp che rappresenta forse il lavoro più ambizioso di Bragg fino a quel momento, a cominciare dagli ospiti chiamati a collaborare alle registrazioni: da Kirsty MacColl al chitarrista degli Smiths, Johnny Marr, fino a Michael Stipe e Peter Buck dei Rem.
Un suono più compatto, arrangiamenti più studiati, la presenza della batteria (utilizzata raramente in passato) in diversi brani del disco, liriche più introspettive e alle volte persino un po' astratte sono alcuni degli elementi distintivi di questo lavoro che ottiene buone recensioni ed un ottimo successo commerciale, piazzandosi all'ottavo posto nella classifica inglese degli album.
Finito il tour promozionale del disco, Bragg si prende un lungo periodo di riposo, dedicandosi soprattutto alla famiglia ed al figlio e, solo cinque anni dopo, nel 1996, torna sulla scena con un nuovo album, William Bloke che, nonostante la prolungata assenza dalle scene, ottiene un discreto successo di vendite, entrando nuovamente nella Top 20.
Il disco riporta il cantautore inglese quasi alle origini, ad una veste musicale decisamente più scarna rispetto alle ultime incisioni e che vede Bragg, in diverse canzoni, con il solo accompagnamento della chitarra elettrica. Anche i testi sono nuovamente più taglienti e politici, senza però trascurare il lato sentimentale e ironico della sua scrittura.
Nel 1997 esce Bloke on Bloke, una raccolta di outtakes provenienti dalle session dell'album precedente (William Bloke) e il cui il titolo è un gioco di parole che rimanda a Blonde On Blonde, l'album di Bob Dylan.

### 1998: Mermaid Avenue
Nel 1998, dopo un concerto-tributo a Woody Guthrie al Central Park di New York, Bragg viene scelto da Nora, figlia dello stesso Guthrie, cantautore e figura leggendaria della folk music statunitense e principale fonte di ispirazione di moltissimi songwriter (Bragg compreso), per un progetto impegnativo quanto gratificante: comporre, assieme alla band statunitense dei Wilco, la musica per una serie di canzoni inedite (o non completate) del padre.
La quantità di materiale inciso fu tale che, nel giro di un paio di anni, Bragg diede alle stampe due dischi. Il primo, intitolato Mermaid Avenue e che prende il nome da un'omonima canzone dello stesso Guthrie (che a sua volta citava la strada di New York dove vissè a lungo) viene pubblicato il 23 giugno 1998, dall'etichetta Elektra Records. Il disco venne inciso tra Chicago (città d'origine dei Wilco) e Dublino, con la collaborazione anche di altri musicisti impegnati nella Natalie Merchant, già voce solista della band 10.000 Maniacs.
Il 1999 vede Bragg tornare ad esibirsi dal vivo come Billy Bragg and The Blokes, gruppo di cui fanno parte Ian McLagan (già tastierista con gli Small Faces), Ben Mandelson, Lu Edmonds, Martyn Barker e Simon Edwards.

### 2008: Mr. Love & Justice
Il nuovo decennio si apre con la pubblicazione di un secondo volume dell'opera dedicata a Guthrie, intitolato Mermaid Avenue Vol. II. Entrambi i dischi sono stati poi raccolti in un cofanetto (nel 2012), intitolato Mermaid Avenue: The Complete Session.
Negli ultimi anni ha continuato a coltivare il suo impegno politico e si è particolarmente impegnato nelle elezioni del 2001 per sconfiggere i candidati del Partito Conservatore nel Dorset e contribuire così alla vittoria del laburista Jim Knight.
Il 4 marzo del 2002, esattamente vent'anni dopo la sua prima esibizione dal vivo come solista, esce England, Half English. Il titolo è tratto da una raccolta di saggi e articoli di Colin MacInnes, che comprende un articolo dal titolo Young England, Half English, circa l'influenza della musica pop americana sugli adolescenti inglesi.
Nel 2003 viene pubblicata la raccolta Must i Paint you a Picture, che comprende 40 delle migliori canzoni dell'artista inglese, più alcune rarità.
L'anno dopo Bragg collabora con la band ska punk americana Less Than Jake, registrando un loro brano (The Brightest Bulb Has Burned Out) che venne poi incluso nella raccolta Rock Against Bush.
Nell'ottobre del 2006 esce un cofanetto raccolta (con l'aggiunta di un DVD live) di quattro album precedentemente pubblicati: Workers Playtime, Don't Try This at Home, William Bloke e England Half-English.
Nel 2008 esce finalmente il nuovo album dell'artista, il dodicesimo in studio e il secondo registrato con la sua nuova band di supporto (i Blokes) al Chapel Studios, nel Lincolnshire, nel marzo del 2007. Il titolo, tratto da un romanzo di Colin MacInnes, è Mr. Love & Justice. Arrivato alla soglia dei cinquanta anni, Bragg continua sempre a battere i suoi temi prediletti e questi nuovi brani parlano ancora di temi sociali, politica, e amore come in I Keep Faith, l'apertura del disco e in cui compare anche Robert Wyatt. Prodotto da Grant Showbiz, l'album è pensato con una struttura sonora leggermente più complessa del precedente England, Half English e con arrangiamenti meno asciutti che in passato. Il primo singolo ad essere estratto dall'album è proprio I Keep Faith, pubblicato in edizione limitata 7", il 17 marzo 2008. Un secondo singolo, il doppio A-side The Beach Is Free e I Almost Killed You, è poi uscito in versione digitale il 21 luglio 2008.
Nel 2010 esce Six Songs From Pressure Drop, un cd con sei canzoni composte appositamente per' uno spettacolo teatrale (intitolato appunto Pressure Drop), messo in scena alla Wellcome Gallery di Londra dove Bragg, accompagnato dal suo gruppo, propose sue canzoni, momenti di recitazione in forma di commedia e installazioni d'arte. Questo concerto-commedia venne ideato dall'autore Mick Gordon, dopo aver letto il libro The Progressive Patriot: A Search for Belonging, scritto dallo stesso Bragg e in cui venivano illustrate le idee sociali e politiche del songwriter inglese.

## Discografia

### Album in studio
- 1984 - Brewing Up with Billy Bragg
- 1986 - Talking with the Taxman about Poetry
- 1988 - Workers Playtime
- 1991 - Don't Try This at Home
- 1996 - William Bloke
- 1997 - Bloke on Bloke
- 1998 - Mermaid Avenue (con i Wilco)
- 2000 - Mermaid Avenue Vol. II (con i Wilco)
- 2002 - England, Half-English
- 2008 - Mr Love & Justice
- 2010 - Pressure Drop
- 2013 - Tooth and Nail
- 2016 - Shine a Light: Field Recordings from the Great American Railroad
- 2021 - The Million Things That Never Happened
- 2023 - The Roaring Forty 1983-2023

### EP
- 1983 - Life's a Riot with Spy Vs Spy
- 1985 - Between the Wars
- 1990 - The Internationale
- 1992 - Accident Waiting to Happen
- 1995 - She Came Along to Me

### Raccolte
- 1987 - Back to Basics
- 1987 - The Peel Sessions
- 1991 - The Peel Sessions Album
- 1993 - Victim of Geography
- 1996 - Life's a Riot Between the Wars
- 1999 - Reaching to the Converted
- 2003 - Must I Paint You a Picture? The Essential Billy Bragg
- 2006 - Billy Bragg: Volume 1 (Box Set)
- 2006 - Billy Bragg: Volume 2 (Box Set)
- 2011 - Fight Songs

### Live
- 1988 - Help Save the Youth of America
- 1995 - No Pop, No Style, Strictly Roots
- 1999 - Mermaid Avenue Tour
- 2002 - Going to a Party Way Down South
- 2005 - Live at the Barbican